# Anouketemheb
 (décembre 2022).
Anouketemheb (« Anoukis en fête ») est une ancienne princesse égyptienne et reine de la XIXe ou XXe dynastie. Elle n'est connue que par un seul artefact, un couvercle de sarcophage en granit rouge qui lui appartenait à l'origine mais qui a ensuite été réutilisé pour Takhat, la mère d'Amenmes et a été découvert dans la tombe KV10.
Les titres d'Anouketemheb sont « fille de roi », « épouse de roi » et « grande épouse royale ». Son père et son mari n'ont pas pu être identifiés, mais elle est peut-être identique à une princesse représentée dans un parvis du temple de Louxor, dans un cortège des filles de Ramsès II ; son nom n'est que partiellement lisible mais se termine par em-heb,.